# Граф Любляни
Граф Любляни, у теорії графів це неорієнтований двочастковий граф зі 112 вершинами і 168 ребрами.
Це кубічний граф з діаметром 8, радіусом 7 хроматичним числом 2 і хроматичним індексом 3. Його обхват дорівнює 10 і він містить рівно 168 циклів довжиною 10. Є також 168 циклів довжини 12.

## Побудова
Граф Любляни є Гамільтоновим графом і може бути побудований у позначеннях LCF-нотації: [47, −23, −31, 39, 25, −21, −31, −41, 25, 15, 29, −41, −19, 15, −49, 33, 39, −35, −21, 17, −33, 49, 41, 31, −15, −29, 41, 31, −15, −25, 21, 31, −51, −25, 23, 9, −17, 51, 35, −29, 21, −51, −39, 33, −9, −51, 51, −47, −33, 19, 51, −21, 29, 21, −31, −39].
Граф Любляни є графом Леві в конфігурації Любляни, конфігурація безчотирикутників містить 56 ліній і 56 точок. У цій конфігурації, кожна лінія містить рівно 3 точки, кожна точка належить рівно 3 лініям і будь-які дві лінії перетинаються не більше ніж в одній точці.

## Алгебраїчні властивості
Група автоморфізмів графу Любляни є група порядку 168. Вона діє транзитивно на ребра графу, але не на його вершини: існують симетрії, які відображають будь-яке ребро в будь-яке інше ребро, але це не можливо для вершин. Таким чином, граф Любляни напівсиметричний граф, третій найменший можливий кубічний напівсиметричний граф після графу Грея на 54 вершин і граф Іофінової-Іванова на 110 вершин.
Характеристичний многочлен графу Любляни:
{\displaystyle (x-3)x^{14}(x+3)(x^{2}-x-4)^{7}(x^{2}-2)^{6}(x^{2}+x-4)^{7}(x^{4}-6x^{2}+4)^{14}.\ }

## Історія
Люблінський граф вперше опублікували 1993 року Brouwer, Dejter та Thomassen як самодоповняльний підграф (тобто, ізоморфний своєму доповненню) графу Дейтера.

У 1972, Brouwer звернув увагу на граф зі 112-вершинами реберно-, але не вершинно-транзитивно кубічний граф, який знайшов Рональд Фостер, але це не було опубліковано. Conder, Malnič, Marušič, Pisanski та Potočnik повторно знайшли цей 112-вершинний граф у 2002 році і назвали його Любляна на честь столиці Словенії. Вони довели, що це єдиний 112-вершинний граф реберно-, але не вершинно-транзитивний кубічний граф і, отже, цей граф знайшов Фостер.

## Галерея

Хроматичне число графу Любляни 2.
Хроматичний індекс графу Любляни 3.
Альтернативне зображення графу Любляни.
Граф Любляни є граф Леві у цій конфігурації.
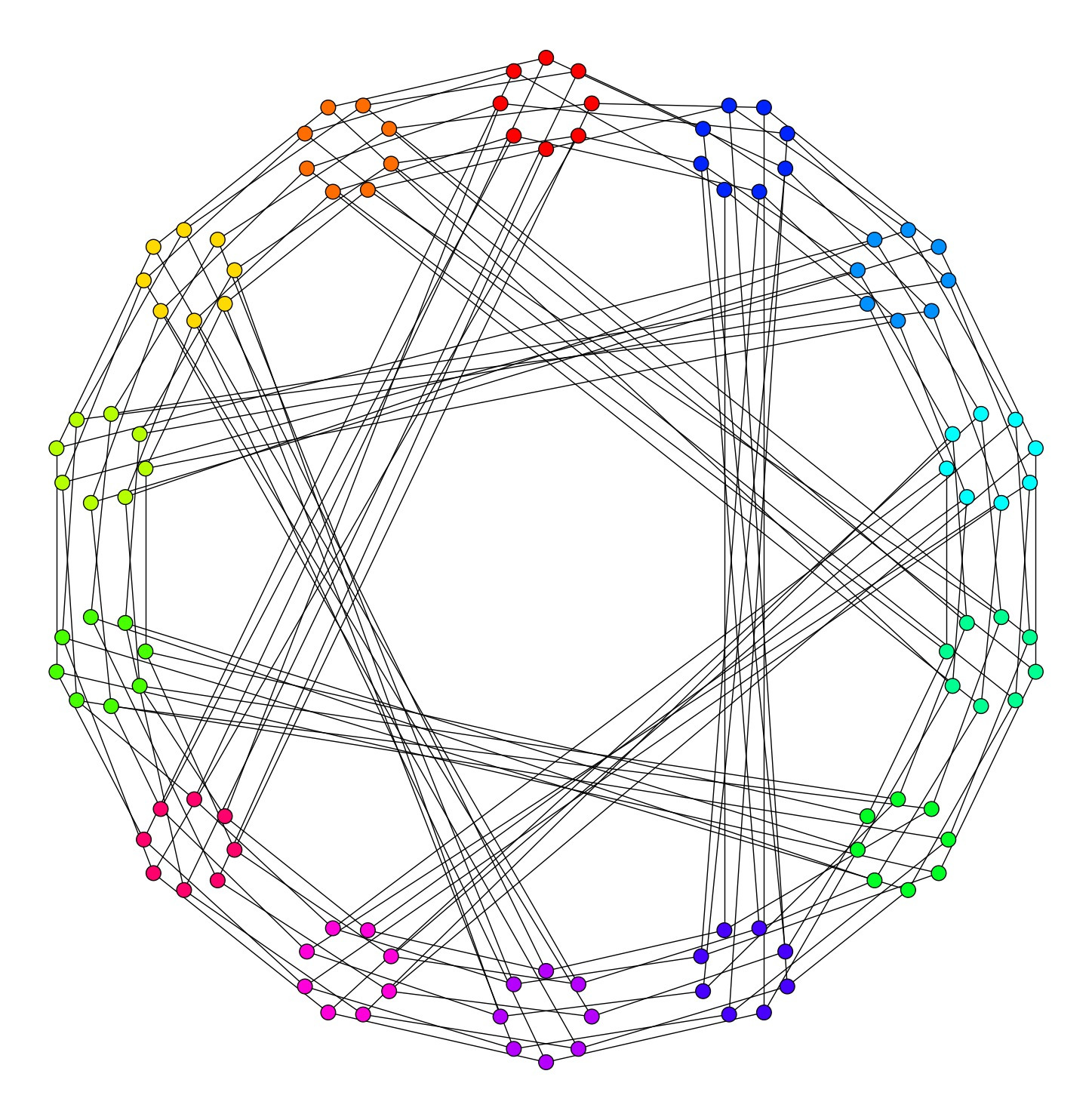
Граф Любляни з вкладеним графом Хівуда.